# LOST AND FOUND:SHADOW THE HEDGEHOG VOCAL TRAX
『LOST AND FOUND:SHADOW THE HEDGEHOG VOCAL TRAX』（ロスト・アンド・ファウンド:シャドウ・ザ・ヘッジホッグ・ヴォーカル・トラックス）、2006年2月22日に発売された、PS2、ニンテンドー ゲームキューブとXbox用ゲームソフト「シャドウ・ザ・ヘッジホッグ」に使用されている様々なテーマソングが収録されたアルバム。

## 収録曲
1. I Am...All of Me
（作詞：Johnny Gioeli　作曲・編曲：瀬上純　歌：Crush 40）
メインテーマ
2. Almost Dead
（作詞・作曲・編曲・歌：POWERMAN 5000）
イビルエンディング
3. Waking Up
（作詞：Ryan Shuck　作曲・編曲：Amir Derakh　歌：Julien-K）
アンドロイドエンディング
4. E.G.G.M.A.N. Doc. Robeatnix Mix

Dr.エッグマンのテーマソング
5. The Chosen One
（作詞・作曲・編曲・歌：A2）
サッドエンディング
6. All Hail Shadow
（作詞・作曲・編曲・歌：MAGNA-FI）
ヒーローエンディング
7. Never Turn Back
（作詞：Johnny Gioeli　作曲・編曲：瀬上純　歌：Crush 40）
ファイナルエンディング